# Presence (film)
Presence är en amerikansk thriller- och skräckfilm som hade premiär på Sundance Film Festival den 19 januari 2024. Filmen är regisserad  av Steven Soderbergh, efter ett manus skrivet av David Koepp. Filmen hade biopremiär i Sverige den 28 februari 2025.

## Handling
Filmen handlar om familjen Payne som flyttar in i ett förortshus, men inser snart att de inte är ensamma. En osynlig närvaro tycks iaktta dem vart de än går.

## Rollista (i urval)
| Lucy Liu       | – Rebecca Payne |
| Chris Sullivan | – Chris Payne   |
| Callina Liang  | – Chloe Payne   |
| Eddy Maday     | – Tyler Payne   |
| Julia Fox      | – Cece          |